# 오로모어
오로모어(Oromo, 자기명칭: Afaan Oromoo)는 주로 에티오피아 오로미아주와 케냐 북부에서 오로모인들이 사용하는 모어로, 아프리카아시아어족 쿠시어파에 속한다. 이들이 다수 민족인 오로미아와 케냐 북부에서는 링구아 프랑카 즉 민족 간 공용어로서도 쓰인다. 1980년대 이전의 문헌에서는 갈라어(Galla)라고도 하였지만, 오로모인들이 불쾌하게 느꼈기 때문에 현재는 사용되지 않는다. 공식적으로 라틴 문자로 표기되나 사팔로(Saphaloo)라고 하는 전통 문자 체계도 존재한다.
오늘날 오로모어를 모어로 사용하는 인구는 4천만 명(에티오피아 총 인구의 30% 이상)을 넘는데, 이것은 에티오피아의 전역에서 링구아 프랑카로 사용되는 암하라어의 모어 화자보다도 조금 더 많은 수이다. 케냐의 북부와 동부에도 오로모어를 사용하는 인구가 수십만 명 거주하고 있다. 오로모어는 소말리어와 함께 쿠시어파의 언어 중 가장 널리 사용되는 언어이다.

## 방언

오로모어 변종/방언 지도

에스놀로그(2015)는 오로모어에 총 5가지의 ISO 코드를 부여하고 있다.
- 남부 오로모어(Southern Oromo)
- 동부 오로모어(Eastern Oromo)
- 오르마어(Orma)
- 서중부 오로모어(West Central Oromo)
- 와타어(Waata)

## 음운

### 닿소리
/p, v, z/는 최근에 차용된 말에서만 보인다.
|                |        | 입술소리 | 치경음  | 권설음  | 후치경음 | 경구개음 | 연구개음 | 성문음 |
| -------------- | ------ | -------- | ------- | ------- | -------- | -------- | -------- | ------ |
| 비음           | 비음   | m        | n       |         |          | ny(/ɲ/)  |          |        |
| 파열음/ 파찰음 | 무성음 |          | t       |         | ch(/tʃ/) |          | k        | '(/ʔ/) |
| 파열음/ 파찰음 | 유성음 | b        | d       |         | j(/dʒ/)  |          | g(/ɡ/)   |        |
| 파열음/ 파찰음 | 방출음 | ph(/pʼ/) | x(/tʼ/) |         | c(/tʃʼ/) |          | q(/kʼ/)  |        |
| 파열음/ 파찰음 | 내파음 |          |         | dh(/ᶑ/) |          |          |          |        |
| 마찰음         | 마찰음 | f        | s       |         | sh(/ʃ/)  |          |          | h      |
| 유음           | 설측음 |          | l       |         |          |          |          |        |
| 유음           | R음    |          | r       |         |          |          |          |        |
| 반모음         | 반모음 | w        |         |         |          | y(/j/)   |          |        |

### 홀소리
|        | 전설             | 중설   | 후설             |
| ------ | ---------------- | ------ | ---------------- |
| 고모음 | ii(/iː/), i(/ɪ/) |        | uu(/uː/), u(/ʊ/) |
| 중모음 | ee(/eː/), e(/ɛ/) |        | oo(/oː/), o(/ɔ/) |
| 저모음 |                  | a(/ɐ/) | aa(/ɑː/)         |

1. ↑  Hammarström, Harald; Forkel, Robert; Haspelmath, Martin; Bank, Sebastian, 편집. (2023). 〈{{{영어이름}}}〉. 《Glottolog 4.8》. Jena, Germany: Max Planck Institute for the Science of Human History.